# Встреча (фильм, 1978)
Встреча (рум. Întâlnirea) — советский телефильм 1978 года режиссёра Иона Мижи по рассказу «Встреча за гранью смерти» писателя Михаила Чиботару

## Сюжет
О классовых битвах в бессарабских сёлах в довоенный период и в годы коллективизации, о любви и предательстве.

## В ролях
В главных ролях:
- Григорий Григориу — Василе Оляндрэ
- Арнис Лицитис — Тоадер Оляндрэ
- Светлана Родина — Кристина
- Виктор Чутак — Спиридон Кетрару

в других ролях Константин Константинов, Ион Аракелу, Андрей Бэляну, Василе Зубку, Нина Дони, Пётр Баракчи.

## Фестивали и призы
На Республиканском смотре-конкурсе фильмов (Минск, 1980), где участвовало 62 фильма (отобранные из представленных на смотр 300 фильмов), лента была отмечена двумя дипломами: «За лучшую операторскую работу» (Николай Дегтяръ) и «За лучшую мужскую роль второго плана» (Ион Аракелу).

## О фильме
Первый молдавский полнометражный цветной художественный телефильм. Картина была «пробным камнем» не только для телестудии «Телефильм-Кишинэу» и съёмочной группы, но и для всего молдавского телевидения, после успеха которого в дальнейшем включили в план съёмку одного цветного телефильма в год. Режиссёром фильма выступил один из пионеров молдавского телевидения Ион Миха, при этом консультантом выступал Эмиль Лотяну, у которого Ион Миха был вторым режиссёром на фильмах «Ждите нас на рассвете» (1963) и «Красные поляны» (1966).